# The Man from S.T.U.D.
The Man from S.T.U.D. war eine Romanreihe aus dem Genre der Sexpionage-Erotik-Literatur.
Autor war Paul W. Fairman unter dem Pseudonym F. W. Paul.
Der Titel der Serie lehnt sich an den der Fernsehserie The Man from U.N.C.L.E. an, wobei S.T.U.D. hier für Special Territories and Unique Development stehen soll. Dieses Muster wurde von ähnlich orientierten Sexpionage-Reihen mehrfach verwendet, zum Beispiel in der von Ted Mark (d. i. Theodore Mark Gottfried) verfassten Reihe The Man from O.R.G.Y.
Der Protagonist Bret Steele ist ein Agent von S.T.U.D., dies ausnahmsweise kein Nachrichtendienst, sondern eine Spezialabteilung von Unlimited Insurance, einer weltweiten Versicherungsgesellschaft. Als weitere Figuren erscheinen Carter B. Franklin, der Steele seine Aufträge erteilt und sich über dessen Spesenabrechnungen aufregt, sowie Paradise Jones, eine schöne Agentin, die für Western Integrated Long Lease Insurance Nonpayment Group, eine andere Abteilung mit dem passenden Akronym W.I.L.L.I.N.G. arbeitet.
Von 1968 bis 1971 erschienen in der Reihe 10 Titel:
- 1 Sock It To Me, Zombie! (1968)
- 2 The Solid Gold Screw (1968)
- 3 Three For An Orgy (1968)
- 4 The Orgy At Madame Dracula’s (1968)
- 5 Tool Of The Trade (1969)
- 6 Rape Is A No-No (1969)
- 7 The Planned Parenthood Caper (1969)
- 8 The Lay Of The Land (1969)
- 9 The Girl With The Polka-Dot Box (1969)
- 10 King On Queen (1971)

1971 folgte eine Sammelausgabe unter dem Titel The Man From S.T.U.D. vs. The Mafia, welche die Romane The orgy at Madame Dracula's, Sock It To Me, Zombie! und The Lay Of The Land enthält.